# Marie Menken
Marie Menken (25 mei 1909 - 29 december 1970) was een Amerikaans experimenteel filmmaker en actrice. Zij speelde mee in Warhols film Chelsea Girls en was inspiratiebron voor het toneelstuk Who's Afraid of Virginia Woolf? van Edward Albee uit 1962. Dit stuk bracht Menkens veel besproken relatie met Willard Maas in beeld.

## Laatste bohemien van de New Yorkse avant-garde
Marie Menken en haar man Willard Maas werden naast hun verdiensten binnen de experimentele film ook bekend voor het organiseren van salons en filmscreenings. Menken maakte namelijk aanvankelijk films voor zichzelf en haar 'geliefden'. Zijzelf zegt in 1963 dat ze films maakt voor "mostly people I love, for it is to them I address myself." Andy Warhol was een van de graag geziene gasten op de salons van Menken en Maas. Hij herinnert zich de salons, maar vooral Maas en Menken, in zijn memoires als volgt:
"I would go absolutely anywhere I heard there was something creative happening ... and Charles Henri and I began going around together to some of the underground movie screenigs. He took me to a party that Marie Menken and her husband Willard Maas, underground film makers and poets, gave at their place in Brooklyn Heights ... Willard and Marie were the last of the great bohemians. They wrote and filmed and drank."(Andy Warhol)

## Who's Afraid of Virginia Woolf?
Wanneer Andy Warhol zegt: "They wrote and filmed and drank" lijkt hij de waarheid te verbloemen. Dankzij het toneelstuk Who's Afraid of Virginia Woolf? van Edward Albee uit 1962 weten we dat Warhol ook "and they fight" had mogen toevoegen. Albee was nog een van de vele bezoekers van het het appartement bij Brooklyn Heigts. Menken zei over de bezoeken van Albee dat hij graag bij hen kwam eten om daarna rustig te kijken hoe Willard en Marie ruzie maakten. Over Who's Afraid of Virginia Woolf? zegt ze dat het blijkbaar Willard en zijzelf zijn die discussiëren over haar gedrag. Uiteindelijk zal Menkens drankgebruik haar leven kosten. Eind december 1970 sterft zij aan een ziekte die te wijten is aan overmatig drankgebruik. Haar man Willard Maas sterft 2 januari van het volgende jaar, slechts vier dagen na Maries dood.

## Films
Marie Menken was geen productief filmmaakster want slechts 17 (korte) films zijn momenteel in distributie, waar Go! Go! Go! er een van is. Toch was zij bekend bij zowel de New Yorkse avant-garde als bij de Hollywood-sterren. Deze bekendheid binnen de New Yorkse avant-gardebeweging verwierf Menken dankzij haar medewerking aan Geography of the Body (1943) van Willard Maas, Menkens echtgenoot sinds 1931. Deze film wordt gezien als een mijlpaal binnen de avant-gardefilm.

#### Filmografie
- 1945 - Visual Variations on Noguchi (4 min, 16mm)
- 1957 - Glimpse of the Garden (5 min, 16mm)
- 1957 - Hurry! Hurry! (3 min, 16mm)
- 1958-59 - Dwightiana (3:30 min, 16mm)
- 1958-62 - Arabesque for Kenneth Anger (4 min, 16mm)
- 1958-61 - Bagatelle for Willard Maas (5:30 min, 16mm)
- 1961- Eye Music in Red Major (5:30 min, 16mm)
- 1961-62 - Mood Mondrian (5:30 min, 16mm)
- 1940-62 - Notebook (10 min, 16mm)
- 1950-62 - Moonplay (5 min, 16mm)
- 1962-64 - Go! Go! Go! (11:30 min, 16mm)
- 1963 - Drips in Strips (2:30 min, 16mm)
- 1964 - Wrestlers (8 min, 16mm)
- 1964-66 - Lights (6:30 min, 16mm)
- 1964-65 - Andy Warhol (22 min, 16mm)
- 1967 - Watts with Eggs (2:30 min, 16mm)
- 1968 - Excursion (5 min, 16mm)

- Bibliothèque nationale de France: cb141208684 (data)
- Gemeinsame Normdatei: 136354424
- International Standard Name Identifier: 0000 0001 2118 8493
- Library of Congress Control Number: no2008152638
- Nationale Bibliotheek van Tsjechië: xx0152047
- Nationale Bibliotheek van Israël: 987007327033805171
- Nederlandse Thesaurus van Auteursnamen: 254863361
- RKD-Nederlands Instituut voor Kunstgeschiedenis: 312947
- SNAC: w61g200q
- Système universitaire de documentation: 080025773
- Union List of Artist Names: 500372534
- Virtual International Authority File: 5139721
- WorldCat: E39PBJh8VvyvXYdMYR8CYVTPwC